# Du Queiroz
Du Queiroz, pseudonimo di Eduardo Santos Queiroz (San Paolo, 7 gennaio 2000), è un calciatore brasiliano, centrocampista dello Sport Recife in prestito dallo Zenit San Pietroburgo.

## Carriera
Dopo essersi fatto notare in dei tornei giovanili, nel 2021 si unisce al settore giovanile del Corinthians. Nello stesso anno debutta in prima squadra il 22 agosto 2021 in occasione del match di Série A vinto 1-0 contro l'Athl. Paranaense.
Il 23 giugno 2023 è stato acquistato dallo Zenit San Pietroburgo.

## Statistiche
Statistiche aggiornate al 2 luglio 2023.

### Presenze e reti nei club
| Stagione        | Squadra         | Campionato      | Campionato | Campionato | Coppe nazionali | Coppe nazionali | Coppe nazionali | Coppe continentali | Coppe continentali | Coppe continentali | Altre coppe | Altre coppe | Altre coppe | Totale | Totale | Totale |
| Stagione        | Squadra         | Comp            | Pres       | Reti       | Comp            | Pres            | Reti            | Comp               | Pres               | Reti               | Comp        | Pres        | Reti        | Pres   | Reti   |        |
| --------------- | --------------- | --------------- | ---------- | ---------- | --------------- | --------------- | --------------- | ------------------ | ------------------ | ------------------ | ----------- | ----------- | ----------- | ------ | ------ | ------ |
| 2021            | Corinthians     | A1/SP+A         | 0+16       | 0          | CB              | 0               | 0               |                    | -                  | -                  |             | -           | -           | 16     | 0      |        |
| 2022            | Corinthians     | A1/SP+A         | 12+36      | 0+2        | CB              | 9               | 0               | CL                 | 9                  | 1                  |             | -           | -           | 66     | 3      |        |
| 2023            | Corinthians     | A1/SP+A         | 10+3       | 0          | CB              | 1               | 0               | CL                 | 3                  | 0                  |             | -           | -           | 17     | 0      |        |
| Totale carriera | Totale carriera | Totale carriera | 77         | 2          |                 | 10              | 0               |                    | 12                 | 1                  |             | -           | -           | 99     | 3      |        |

## Palmarès
- Supercoppa di Russia: 1

Zenit San Pietroburgo: 2023